# Railway Cup
Ne doit pas être confondu avec Railways Cup.
Le Championnat Interprovinces ou Railway Cup est le nom de deux compétitions annuelles de football gaélique et de hurling entre les provinces d'Irlande. Les équipes des Munster, Leinster, Connacht et Ulster sont formées par les meilleurs joueurs des différents comtés composant la province. Ces séries de matchs sont organisés par l’Association athlétique gaélique (GAA).
La première Railway Cup (le nom est dû à la donation faite pour la création du trophée par Iarnród Éireann la société des chemins de fer irlandais) s’est déroulée en 1927 avec la victoire du Munster en football et du Leinster en hurling.
En 2008, c’est le Leinster qui détient le record de victoires en football avec 28 Railway Cup et le Munster en hurling avec 43 victoires. Le plus grand nombre de victoires consécutives en hurling est détenu par le Munster avec 6 victoires entre 1948 et 1953 et le plus grand nombre de victoires consécutives en football gaélique est lui la possession de l’Ulster avec cinq victoires de 1991 à 1995.
La Railway Cup a connu un déclin important lors des dernières années par manque de promotion pour ces compétitions et à cause du fait qu’il n’y avait plus de date fixe pour la tenue de la finale. 
Dans les années 1950 et 1960, les finales se déroulaient le jour de la fête de la Saint-Patrick et attiraient énormément de public. Dans les années 1990, les matchs n’attiraient plus que quelques centaines de spectateurs. Les finales des championnats de club leur avaient succédé en popularité et avaient pris la date de la fête nationale comme point d’exergue. Depuis 2001, la compétition est sponsorisée par l’homme d’affaires irlandais Martin Donnelly et a regagné en popularité. Sa promotion dans les médias est plus importante et ses spectateurs sont revenus. 
Trois finales ont été organisées à l’étranger : 2003 à Rome, 2005 à Boston et 2009 à Abou Dabi.

## Palmarès

### Hurling
| Province | Victoires | Années |
| -------- | --------- | --- |
| Munster  | 44        | 1928, 1929, 1930, 1931, 1934, 1937, 1938, 1939, 1940, 1942, 1943, 1944, 1945, 1946, 1948, 1949, 1950, 1951, 1952, 1953, 1955, 1957, 1958, 1959, 1960, 1961, 1963, 1966, 1968, 1969, 1970, 1976, 1978, 1981, 1984, 1985, 1992, 1995, 1996, 1997, 2000, 2001, 2005, 2007 |
| Leinster | 27        | 1927, 1932, 1933, 1936, 1941, 1954, 1956, 1962, 1964, 1965, 1967, 1971, 1972, 1973, 1974, 1975, 1977, 1979, 1988, 1993, 1998, 2001, 2002, 2003, 2006, 2008, 2009 |
| Connacht | 11        | 1947, 1980, 1982, 1983, 1986, 1987, 1989, 1991, 1994, 1999, 2004 |
| Ulster   | 0         | |

### Football gaélique
| Province | Victoires | Années |
| -------- | --------- | --- |
| Leinster | 28        | 1928, 1929, 1930, 1932, 1933, 1935, 1939, 1940, 1944, 1945, 1952, 1953, 1954, 1955, 1959, 1961, 1962, 1974, 1985, 1986, 1987, 1988, 1996, 1997, 2001, 2002, 2005, 2006 |
| Ulster   | 28        | 1942, 1943, 1947, 1950, 1956, 1960, 1963, 1964, 1965, 1966, 1968, 1970, 1971, 1979, 1980, 1983, 1984, 1989, 1991, 1992, 1993, 1994, 1995, 1998, 2000, 2003, 2004, 2007 |
| Munster  | 14        | 1927, 1931, 1941, 1946, 1948, 1949, 1972, 1975, 1976, 1977, 1978, 1981, 1982, 1999, 2008                                                                               |
| Connacht | 9         | 1934, 1936, 1937, 1938, 1951, 1957, 1958, 1967, 1969 |

Total:
- Munster: 58
- Leinster: 55
- Ulster: 28
- Connacht: 20